# Планета-гігант
Планети-гіганти — планети, набагато більші за Землю, часто дуже різні за складом і структурою. Планети-гіганти, як правило, в основному складаються з матеріалів з низькою температурою кипіння (летких речовин), а не з каміння чи інших твердих речовин, однак масивні тверді планети також можуть існувати. У Сонячній системі є чотири планети-гіганти: Юпітер, Сатурн, Уран і Нептун. Було ідентифіковано багато позасонячних планет-гігантів.
Планети-гіганти іноді називають газовими гігантами, але зараз багато астрономів застосовують цей термін лише до Юпітера та Сатурна, класифікуючи Уран і Нептун, які мають інший склад, як крижані гіганти. Обидві назви можуть вводити в оману, бо всі планети-гіганти Сонячної системи складаються здебільшого з речовин, що знаходяться вище їх критичних точок, коли вже не можна розрізнити газову й рідку фази. Юпітер і Сатурн, в основному, складаються з водню та гелію, натомість як Уран і Нептун складаються з води, аміаку та метану.
Максимальна маса планет-гігантів сягає ~13 MJ, а важчі об'єкти вважають коричневими карликами.

## Термінологія
Термін «газовий гігант» був введений у 1952 році письменником-фантастом Джеймсом Блішем і спочатку використовувався для позначення всіх планет-гігантів. Цей термін не зовсім точний, оскільки у більшій частині об'єму цих планет тиск настільки високий, що речовина перебуває за критичною точкою, де немає різниці між рідиною та газом. Біля центру Юпітера також є металевий водень, але більшу частину об'єму планети займають водень, гелій і мала кількість інших елементів, які перебувають вище своїх критичних точок. Спостережувані атмосфери всіх цих планет (на оптичній глибині менше 1) досить тонкі порівняно з їхніми радіусами (~1 % радіуса). Таким чином, спостережувані частини є газоподібними (на відміну від Марса і Землі, які мають оптично тонку газову атмосферу, через яку можна побачити тверду поверхню).
Досить оманливий термін прижився, оскільки планетологи зазвичай використовують «камінь», «газ» і «лід» як скорочення для класів елементів і сполук, які зазвичай зустрічаються як складові планети, незалежно від фази речовини. У зовнішній частині Сонячної системи водень і гелій вважають газами, воду, метан і аміак — льодом, а силікати та метали — каменем. Багато рис, за якими Уран і Нептун відрізняються від Юпітера і Сатурна, змусили деяких використовувати цей термін лише для планет, подібних двом останнім. Зважаючи на цю термінологію, деякі астрономи почали називати Уран і Нептун крижаними гігантами, щоб вказати на переважання льоду (у рідкій формі) у їхньому складі.
Планети-гіганти включають в себе як газові гіганти, так і крижані гіганти.
Об'єкти, достатньо великі для початку синтезу дейтерію (понад 13 мас Юпітера для сонячного складу), називаються коричневими карликами, і вони займають діапазон мас між планетами-гігантами та зорями. Граничне значення 13 мас Юпітера (MJ) — це скоріше емпірична домовленість, ніж точна фізична межа. Більші об'єкти спалюють більшу частину дейтерію, а менші — лише невелику його кількість, а значення 13 MJ знаходиться десь посередині. Кількість спаленого дейтерію залежить не тільки від маси, але й від складу планети, особливо від частки гелію та дейтерію. Енциклопедія позасонячних планет включає об'єкти з масою до 60 MJ, а Exoplanet Data Explorer — до 24 MJ.

## Опис

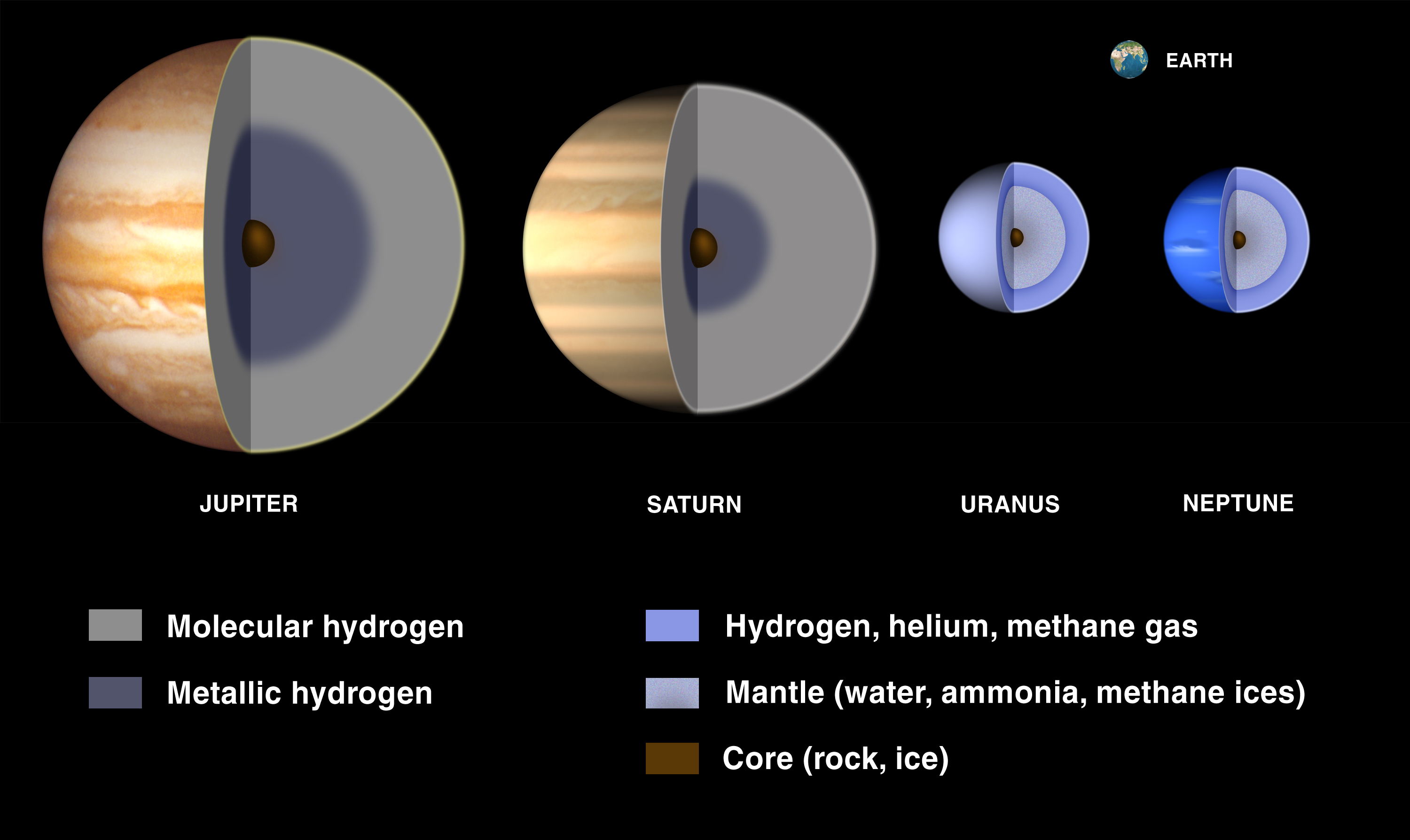
Вирізні ілюстрації внутрішньої частини планет-гігантів. Юпітер зображений з кам'яним ядром, покритим глибоким шаром металевого водню.

Планета-гігант — це масивна планета, яка має щільну атмосферу з водню та гелію. Вони можуть мати щільне розплавлене ядро з кам'янистих елементів, або ж їхнє ядро могло повністю розчинитися та розподілитися по всій планеті, якщо планета достатньо гаряча. У газових гігантів, таких як Юпітер і Сатурн, водень і гелій складають більшу частину маси планети, тоді як у крижаних гігантів, таких як Уран і Нептун, вони складають лише зовнішню оболонку, а більша частина маси планети припадає на воду, аміак і метан.
Позасонячні планети-гіганти, які обертаються дуже близько до своїх зір, є найлегшими для виявлення екзопланетами. Їх називають гарячими Юпітерами та гарячими Нептунами, оскільки вони мають дуже високу температуру поверхні. До появи космічних телескопів більшість відкритих екзопланет припадала саме на гарячі Юпітери, оскільки їх було відносно легко виявити за допомогою наземних інструментів.

## Підтипи

### Газові гіганти

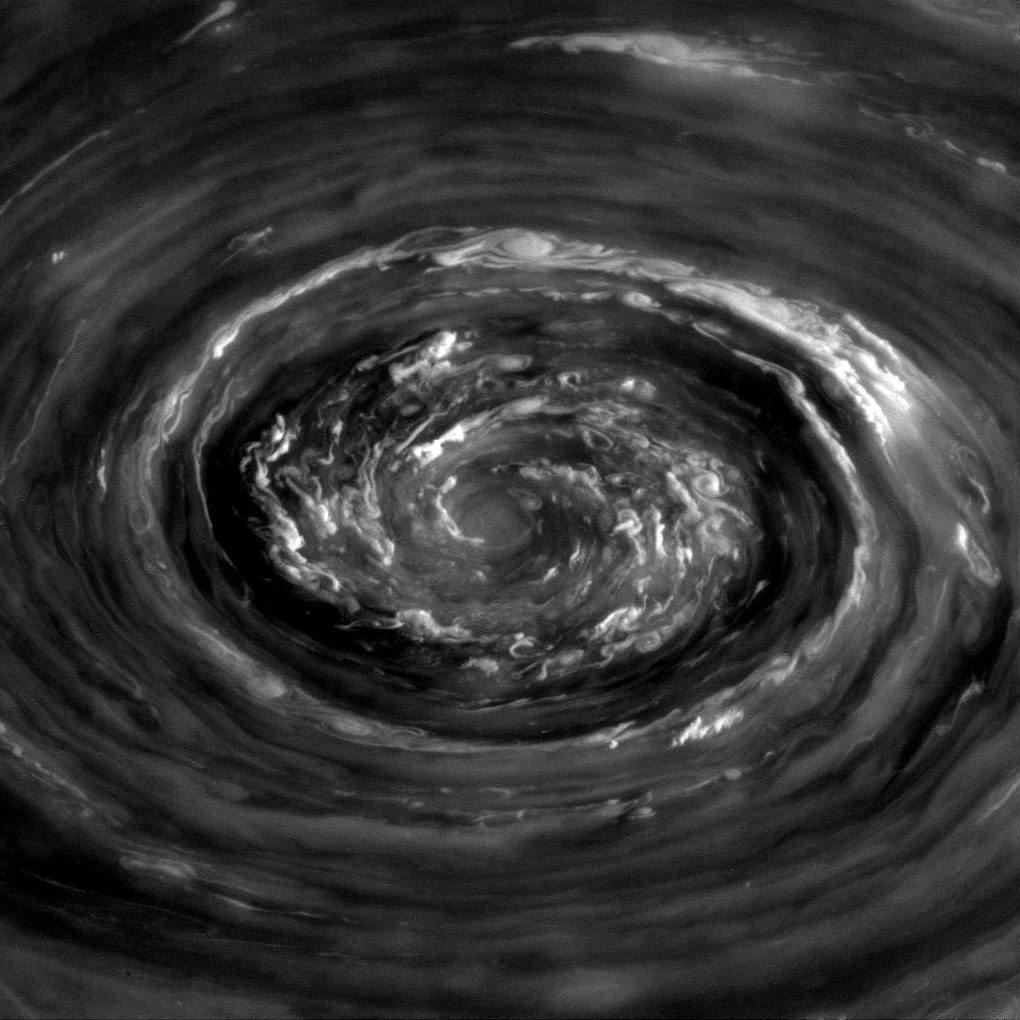
Північний полярний вихор Сатурна

Газові гіганти складаються переважно з водню та гелію. Газові гіганти Сонячної системи, Юпітер і Сатурн, містять важчі елементи, які становлять від 3 до 13 відсотків їх маси. Вважається, що газові гіганти складаються із зовнішнього шару молекулярного водню, під яким знаходиться шар рідкого металевого водню, а в центрі може знаходитись розплавлене кам'яне ядро.
Зовнішня частина водневої атмосфери Юпітера та Сатурна містить багато шарів хмар, які в основному складаються з води та аміаку. Шар металевого водню займає основну частину планети. Його називають металевим, оскільки дуже високий тиск перетворює водень на електричний провідник. Вважається, що ядро складається з важчих елементів, але вони перебувають при такій високій температурі (20 000 К) і тиску, при яких властивості речовини погано досліджені.

### Крижані гіганти
Крижані гіганти мають суттєво відмінний від газових гігантів внутрішній склад. Крижані гіганти Сонячної системи, Уран і Нептун, мають насичену воднем атмосферу, яка простягається до 80 % (Уран) або 85 % (Нептун) їх радіуса. Нижче вони переважно «крижані», тобто складаються переважно з води, метану й аміаку. Є також камінь і газ, але різні пропорції льоду, каменю й газу можуть призводити до однакової густини, тому точні пропорції окремих компонентів невідомі.
В атмосферах Урана й Нептуна містяться дуже туманні шари з невеликою кількістю метану, що надають їм світло-аквамаринового кольору. Обидві планети мають магнітні поля, сильно нахилені до їхніх осей обертання.
На відміну від інших планет-гігантів, Уран має дуже високий нахил осі обертання, що спричиняє яскраво виражені пори року. Дві планети мають і інші важливі відмінності. Уран, попри меншу масу, містить більше водню та гелію, ніж Нептун. Тому Нептун щільніший і виробляє набагато більше внутрішнього тепла та більш активну атмосферу. Модель Ніцци припускає, що Нептун утворився ближче до Сонця, ніж Уран, і тому повинен містити більше важких елементів.

### Масивні тверді планети
Припускається, що можуть існувати масивні тверді планети, так звані мегаземлі.
Навколо масивних зір (B-типу та O-типу; 5–120 мас Сонця) можуть сформуватися тверді планети масою до тисячі земних мас, бо протопланетні диски таких зір можуть містити достатню для цього кількість важких елементів. Крім того, ці зорі мають високе ультрафіолетове випромінювання та зоряні вітри, які можуть випаровувати газ у диску, залишаючи лише важкі елементи. Для порівняння, маса Нептуна дорівнює 17 масам Землі, Юпітер має 318 мас Землі, а за верхню межу мас екзопланет беруть 13 мас Юпітера (приблизно 4000 мас Землі).

### Суперпуфи
Суперпуф — це тип екзопланети з масою лише в кілька разів більшою за земну, але з радіусом більшим за Нептун, що означає дуже низьку середню густину. Вони холодніші й менш масивні, ніж роздуті гарячі Юпітери низької щільності. Найбільш надзвичайними відомими прикладами є три планети навколо Кеплер-51, які мають розміри, близькі до Юпітера, але щільність нижче 0,1 г/см3.

## Позасонячні планети-гіганти

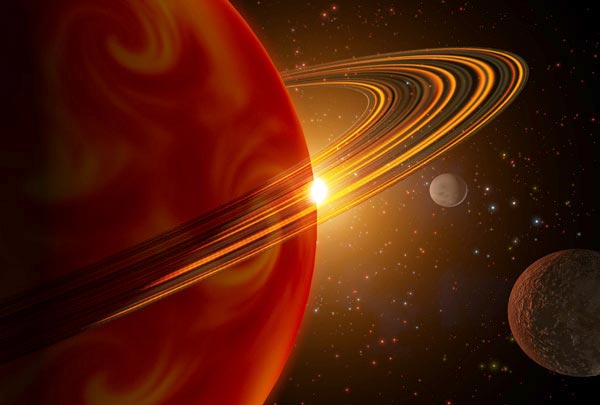
Уявлення художника про 79 Кита b, першу відкриту позасонячну планету-гігант з мінімальною масою, меншою за Сатурн.

Багато відомих екзопланет є планетами-гігантами, бо сучасні методи виявлення екзопланет найчутливіші до великих за масами й розміром об'єктів. Багато екзопланет знаходяться набагато ближче до своїх батьківських зір і, отже, набагато гарячіші, ніж планети-гіганти в Сонячній системі. Враховуючи відносну кількість елементів у Всесвіті (приблизно 98 % водню та гелію), було б дивно знайти кам'яну планету, масивнішу за Юпітер.

## Атмосфери
В атмосфері Юпітера спостерігають паралельні екватору світлі й темні смуги, які є результатом висхідних і низхідних потоків газу в різних кліматичних зонах. Світлі смуги розташовані на більших висотах, вони утворюються в області висхідних потоків і високого тиску. Темніші смуги, розташовані нижче в атмосфері, це області низхідних потоків та низького тиску. Ці структури певною мірою схожі на осередки високого та низького тиску в атмосфері Землі, але вони є глобальним явищем загальнопланетного масштабу, на відміну від набагато циклонів та антициклонів на Землі.
Є й дрібніші структури: плями різного розміру та кольору. На Юпітері найбільш помітною з них є Велика червона пляма, яка існує вже принаймні 300 років. Ці утворення є величезними бурями.